# Grünland zwischen Binsenbach und Burghelle
Grünland zwischen Binsenbach und Burghelle este o arie protejată (arie specială de conservare — SAC, sit de importanță comunitară — SCI) din Germania întinsă pe o suprafață de 21,59 ha, integral pe uscat.

## Localizare
Centrul sitului Grünland zwischen Binsenbach und Burghelle este situat la coordonatele 51°02′31″N 8°30′54″E / 51.0419°N 8.515°E.

## Înființare
Situl Grünland zwischen Binsenbach und Burghelle a fost declarat sit de importanță comunitară în noiembrie 2004 pentru a proteja un număr necunoscut de specii din flora spontană și fauna sălbatică aflate în arealul zonei. Situl a fost protejat și ca arie specială de conservare în martie 2008.

## Biodiversitate
Situată în ecoregiunea continentală, aria protejată conține 2 habitate naturale: Formațiuni ierboase bogate în specii de Nardus, dezvoltate pe substraturi silicioase în zone montane (și în zone submontane, în Europa continentală), Fânețe de joasă altitudine (Alopecurus pratensis, Sanguisorba officinalis).
La baza desemnării sitului se află un număr nedeclarat de specii protejate.
Pe lângă speciile protejate, pe teritoriul sitului au mai fost identificate 3 specii de plante, 6 specii de nevertebrate.